# Радамел Фалкао
Радаме́л Фалка́о Гарси́я Са́рате (на испански: Radamel Falcao García Zárate), наричан „Тигъра“, е колумбийски футболист, играещ на поста нападател за Мийонариос.

## Ранни години
Радамел Фалкао е син на бившия защитник на колумбийските Унион Магдалена и Индепендиенте Санта Фе – Радамел Гарсия Кинг. Носи името на прочутия бразилски футболист от 80-те години Фалкао.
Започва кариерата си в Мийонариос, а тринадесетгодишен преминава в тима на Лансерос Бояка. На 28 август 1999, на възраст 13 години, шест месеца и 18 дни дебютира в професионалния футбол, записвайки мач за първия състав срещу отбора на Депортиво Перейра и се превръща в най-младия състезател записал официален мач в шампионата на Колумбия. До края на първенството записва осем мача, в които отбелязва едно попадение.
През същата година е тестван в аржентинския Велес Сарсфийлд, но не впечатлява с качества и се връща обратно в Лансерос.
На 25 април 2000 г. отбелязва първия си гол в професионалния футбол срещу Богота.

## Ривър Плейт
През 2001 г. от таланта му се интересува аржентинският „колос“ Ривър Плейт. Започват преговори за подписа му, а трансферната сума, която му поставя клубът от 500 000 долара впоследствие е намалена на 175 000. Петнадесетгодишен преминава при „милионерите“, живее и учи в близост до стадион Ел Монументал. След завършване на гимназията записва да учи журналистика в „Университад до Палермо“ (на испански: Universidad de Palermo) в Буенос Айрес.
За първия състав на клуба дебютира на 2 октомври 2005 г. в мач срещу Химнасия Ла Плата, като вкарва два гола за победата с 2:1. До края на Апертура 2005, Фалкао отбелязва седем гола в 11 срещи. В последния мач от шампионата срещу Сан Лоренцо Фалкао къса кръстни връзки на дясното си коляно и се лекува цяла година. Връща се в игра през пролетта на 2007 г., но вкарва едва три гола в 25 мача.
На 27 септември 2007 г. в мач от турнира Копа Судамерикана, Фалкао вкарва хеттрик срещу бразилския Ботафого. Третият гол бележи в добавеното време и така класира Ривър Плейт на четвъртфиналите в турнира.
През зимния трансферен прозорец на същата година Ривър Плейт отхвърля оферта от испанския Депортиво Ла Коруня на стойност 8 млн. евро за правата на футболиста.

## Кариера в Европа

### Порто
През 2009 година Фалкао е пред договор с португалския Бенфика Лисабон, но преговорите се провалят поради завишени искания на мениджъра на играча относно допълнителни бонуси и премии в размер на 700 хил. евро.
От футболиста се интересуват още Астън Вила, както и Порто, откъдето усилено търсят заместник на трансферирания в Олимпик Лион – Лисандро Лопес.
Така на 15 юли 2009 година Фалкао подписва четиригодишен договор с Порто, а „драконите“ плащат 3,93 млн. евро за 60% от правата на футболиста. В сделката участва и трета страна – инвестиционна група „NATLAND Investment Group B.V.“, която придобива правата на друг играч на Порто – аржентинеца Марио Болати в замяна на останалите проценти от правата на Фалкао, възлизащи на стойност € 1,5 милиона.
Още в първия си сезон в Порто Фалкао отбелязва общо 34 гола от всички турнири, в които клуба участва. От тях 25 гола са в Примейра Лига, което го нарежда на второ място при стрелците през сезона след голмайстора на шампионата Оскар Кардосо с 26 попадения.
На 7 август 2010 г. Порто и Бенфика Лисабон играят за суперкупата на Португалия. Срещата се провежда на Ещадио Мунисипал де Авейро, а „драконите“ печелят трофея след победа с 2:0, като едно от попаденията отбелязва Фалкао.
През следващия сезон 2010/11 Порто печели титлата още в 25. кръг след равенство 1:1 на Ещадио да Луж срещу шампиона Бенфика, а Фалкао отново е на второ място при голмайсторите в шампионата след съотборника си Хълк. В груповата фаза от турнира на Лига Европа 2010/11 отбелязва хеттрик срещу Рапид Виена. На 7 април 2011 г. вкарва друг хеттрик в четвъртфинална среща от турнира срещу руския Спартак Москва, както и още едно попадение в реванша. В полуфинала отбелязва четири гола срещу испанския Виляреал , и отново още едно попадение в ответната среща. Във финала отбелязва единственото попадение срещу Спортинг Брага С тези си попадения Фалкао поставя нов рекорд за голмайстор в турнира, отбелязвайки 17 гола в 14 мача, подобрявайки предишния рекорд на Юрген Клинсман с 15 гола през сезон 1995/96.
През юли 2011 г. подписва нов договор с Порто, в който се обвързва с клуба до лятото на 2015 г. и клауза за откупуване на правата му в размер на 45 млн. евро.

### Атлетико Мадрид
На 18 август 2011 г. от Порто официално обявяват трансфера на Фалкао в Атлетико Мадрид. Нападателят подписва петгодишен договор, а общата сума по трансфера възлиза на стойност 47 милиона евро. Това е най-скъпият трансфер в историята на клуба.
На 14 септември 2011 година отбелязва първия си хеттрик в Примера Дивизион срещу отбора на Расинг Сантандер. Вторият хеттрик на Фалкао в първенството на Испания е на 21 януари 2012 г. срещу Реал Сосиедад за победата с 4:0.
В турнира за Лига Европа 2011/12 отбелязва два гола при гостуването на Лацио, едно попадение срещу отбора на Бешикташ, по един гол в двата мача срещу Хановер, два гола в полуфинала с Валенсия. На 9 май 2012 г. във финалната среща, играна на Национал Арена в Букурещ, бележи нови две попадения срещу Атлетик Билбао.
С отбелязаните 8 гола Фалкао става за втора поредна година голмайстор в надпреварата, както и първият футболист в историята на турнира, който печели две последователни титли в Лига Европа / Купа на УЕФА с два различни отбора.
Още в дебютния си сезон в Атлетико Мадрид Фалкао отбелязва впечатляващите 36 гола от всички турнири, в които отборът му участва, което е клубен рекорд за новопривлечен състезател.
Сезон 2012/13 започва също впечатляващо за Ел Тигре и той отбелязва последователно два хеттрика. На старта в испанския шампионат вкарва три гола на финалиста от Лига Европа Атлетик Билбао. Четири дни по-късно в мач за Суперкупата на УЕФА отбелязва нови три попадения срещу европейския шампион Челси. Фалкао става първият футболист в историята, който вкарва хеттрик във финалната среща за Суперкупата на УЕФА в сегашния и формат в мач с една среща.
На 9 декември 2012 г. подобрява клубния рекорд за най-много голове в една среща, като в шампионатен мач отбелязва цели 5 гола за разгромната победа с 6:0 над Депортиво Ла Коруня.

### Монако
През лятото на 2013 г. Фалкао преминава във френския Монако, а договорът му е за 5 години.

### Манчестър Юнайтед
През лятото на 2014 г. в последните минути на трансферния прозорец Фалкао преминава под наем за един сезон в Манчестър Юнайтед, а към договора има клауза за закупуването му след края на наема.

## Национален отбор
За националния отбор на Колумбия започва да се състезава още при 17-годишните. С младежите до 20 години става шампион на Южна Америка за 2005 година. Първенството се провежда през януари 2005 г. в Колумбия и в него участват 10 отбора, разделени в две групи. Първите три отбора от всяка група се класират във финална група, където домакините финишират на първо място. Следват отборите на Бразилия, Аржентина водена от Лионел Меси и Чили. Първите четири отбора в класирането се класират за Световното първенство за младежи до 20 години, което се провежда през лятото на същата година в Нидерландия. Колумбия става победител в предварителната група след три победи с по 2:0 над Италия, Сирия и Канада, а Фалкао отбелязва два гола. На 1/16-финалите Аржентина взима реванш с 2:1, за да триумфира накрая с титлата.
Първият му гол за мъжкия състав е на турнира „Кириан Къп“ в Япония през 2007 година за победата с 1:0 над Черна гора.

### Копа Америка 2011
Фалкао пропуска Копа Америка 2007 поради контузия. На следващото издание Копа Америка 2011 отбелязва два гола срещу Боливия, а отборът му завършва победител в групата. На четвъртфиналите пропуска дузпа срещу отбора на Перу. Този мач завършва без победител 0:0 в редовното време, а в продълженията Колумбия губи с 0:2 и отпада от турнира.

### Световно първенство 2014
В Квалификациите за Световното първенство по футбол през 2014 г. носи победата с 2:1 в добавеното време срещу Боливия, отбелязва и по един гол срещу Уругвай и Чили. Пропуска финалите на турнира поради тежка контузия.

## Успехи
Ривър Плейт
- Примера дивисион Аржентина (1): 2007/08

 Порто
- Примейра Лига (1): 2010/11
- Купа на Португалия (2): 2009/10, 2010/11
- Суперкупа на Португалия (3): 2009, 2010, 2011
- Лига Европа (1): 2010/11

 Атлетико Мадрид
- Купа на Испания (1): 2012/13
- Лига Европа (1): 2011/12
- Суперкупа на УЕФА (1): 2012

 Колумбия
- Шампион на Южна Америка за младежи до 20 г. – 2005

Индивидуални
- Част от „Идеалния отбор на Ю.Америка“ за 2007
- Голмайстор на Купата на Португалия (1): 2009/10
- Златна топка на Португалия (1): 2010/11[45]
- Голмайстор на Лига Европа (2): 2010/11, 2012